# Carva e Vilares
Carva e Vilares (oficialmente: União das Freguesias de Carva e Vilares) é uma freguesia portuguesa do município de Murça, com 29,3 km² de área e 432 habitantes (censo de 2021). A sua densidade populacional é 14,7 hab./km².

## História
Foi criada aquando da reorganização administrativa de 2012/2013, resultando da agregação das antigas freguesias de Carva e Vilares.

## Demografia
A população registada nos censos foi:
| Distribuição da População por Grupos Etários | Distribuição da População por Grupos Etários | Distribuição da População por Grupos Etários | Distribuição da População por Grupos Etários | Distribuição da População por Grupos Etários | Distribuição da População por Grupos Etários |
| -------------------------------------------- | -------------------------------------------- | -------------------------------------------- | -------------------------------------------- | -------------------------------------------- | -------------------------------------------- |
| Antes da agregação                           |                                              |                                              |                                              |                                              |                                              |
| Ano                                          | 0-14 anos                                    | 15-24 anos                                   | 25-64 anos                                   | >= 65 anos                                   | Total                                        |
| 2001                                         | 73                                           | 85                                           | 237                                          | 129                                          | 524                                          |
| 2011                                         | 51                                           | 48                                           | 249                                          | 124                                          | 472                                          |
| Após a agregação                             |                                              |                                              |                                              |                                              |                                              |
| Ano                                          | 0-14 anos                                    | 15-24 anos                                   | 25-64 anos                                   | >= 65 anos                                   | Total                                        |
| 2021                                         | 35                                           | 32                                           | 196                                          | 169                                          | 432                                          |